# سباق باريس روبيه 1943
طواف باريس 1943 هو سباق دراجات هوائية أقيم بتاريخ 25 أبريل، تكون السباق من مرحلة واحدة، وامتدّ لمسافة 250 كم، وبسرعة 41.490 كم/س، استغرق السباق 6 ساعات و01 دقيقة و32 ثانية.